# Arianrhod
Arianrhod, dans la mythologie celtique galloise, est une déesse qui apparaît notamment dans le quatrième conte des Mabinogion : « Math fils de Mathonwy ». Son nom signifie « Roue d’Argent ».

## Événements mythologiques
Le roi Math, fils de Mathonwy, souverain du Gwynedd, doit obligatoirement demeurer les pieds posés dans le giron d’une vierge. Il ne peut déroger à cette obligation qu’en temps de guerre. L’un de ses neveux, Gilfaethwy, s’éprend de Goewin la vierge « porte-pieds » et son frère, le magicien Gwydion, imagine un stratagème pour éloigner le roi de la vierge. Il informe son oncle que des porcs fabuleux, venus de l’Annwvyn, sont arrivés chez Pryderi, le prince de Dyved. Et qu’il peut se les approprier avec onze de ses compères déguisés en bardes. À la cour de Pryderi, où les faux bardes sont reçus, Gwydion propose d’échanger les porcs de l’Annwvyn contre 12 magnifiques étalons et 12 lévriers. La proposition est acceptée mais ce que Gwydion offre n’est qu’un artifice magique, qui prend fin après 24 heures. Pryderi entreprend immédiatement une expédition guerrière contre le Gwynedd, forçant Math à intervenir. Gilfaethwy en profite pour violer la vierge le soir-même.
La guerre cesse quand Gwydion tue Pryderi en combat singulier. De retour dans sa résidence royale, Goewin annonce au roi qu’elle ne peut plus assumer sa fonction, puisqu’elle a perdu sa virginité. Le roi l’épouse pour sauver son honneur et punit les deux frères.
Pour remplacer Goewin, on suggère Arianrhod, fille de Dôn et sœur de Gwydion et Gilfaethwy. Elle doit subir une épreuve attestant sa virginité, en passant sur la baguette magique de Math. Elle donne immédiatement naissance à deux frères jumeaux. Le premier, à peine baptisé, rejoint l’océan pour nager avec les poissons, c'est pourquoi il est appelé Dylan Eil Ton, « Dylan fils de la vague ».
Le second enfant est dérobé par Gwydion, qui le met secrètement en nourrice ; il grandit deux fois plus vite que la normale. Successivement, sa mère va lui jeter trois sorts ou interdits (geisa dans les mythes irlandais) :
- Il n’aura pas de nom, si ce n’est celui que sa mère voudra bien lui donner ;
- Il ne pourra jamais porter d’armes, à moins qu’elles viennent de sa mère ;
- Il n’aura pas de femme humaine.

Gwydion, usant de magie, contraint Arianrhod à faire ce qu’elle avait défendu : elle nomme son fils Llew Llaw Gyffes (« Lleu à la Main Sûre ») et elle l’aide à revêtir une armure. Pour le troisième tabou, Math et Gwydion unissent leurs dons de magie pour créer, avec des fleurs, une femme (« la fille la plus belle et la plus parfaite du monde ») qui est appelée Blodeuwedd (« Aspects de Fleurs »). Puis Math lui donne le cantref de Dinoding et en fait le souverain.
Son attitude négative (refus de reconnaître son fils, de lui donner un nom, des armes et une femme) révèle, a contrario, l'importance du rôle de la femme chez les Celtes.

## Parenté
Fille de Dôn, ses cinq frères sont Gwydion, Amaethon, Hyveidd, Gofannon et Gilfaethwy. Déesse de la fécondité, elle est la mère du dieu suprême Lleu Llaw Gyffes, équivalent de Lug et de Dylan Eil Ton. 
|                 |                 |                 |                 |                 |                 |  |  |                       |                       |                       |                       |                       |                       |  |  | Dôn                    | Dôn                    | Dôn                    | Dôn                    | Dôn                    | Dôn                    |  |  | Beli Mawr | Beli Mawr | Beli Mawr | Beli Mawr | Beli Mawr | Beli Mawr |  |  |          |          |                                    |                                    |                                    |                                    |                                    |                                    |           |           |           |           |           |           |  |  |                                       |                                       |                                       |                                       |                                       |                                       |  |  |  |  |  |  |  |  |  |  |  |  |  |  |  |  |  |  |  |  |  |  |  |  |  |  |  |  |  |  |  |  |  |  |
|                 |                 |                 |                 |                 |                 |  |  |                       |                       |                       |                       |                       |                       |  |  | Dôn                    | Dôn                    | Dôn                    | Dôn                    | Dôn                    | Dôn                    |  |  | Beli Mawr | Beli Mawr | Beli Mawr | Beli Mawr | Beli Mawr | Beli Mawr |  |  |          |          |                                    |                                    |                                    |                                    |                                    |                                    |           |           |           |           |           |           |  |  |                                       |                                       |                                       |                                       |                                       |                                       |  |  |  |  |  |  |  |  |  |  |  |  |  |  |  |  |  |  |  |  |  |  |  |  |  |  |  |  |  |  |  |  |  |  |
|                 |                 |                 |                 |                 |                 |  |  |                       |                       |                       |                       |                       |                       |  |  |                        |                        |                        |                        |                        |                        |  |  |           |           |           |           |           |           |  |  |          |          |                                    |                                    |                                    |                                    |                                    |                                    |           |           |           |           |           |           |  |  |                                       |                                       |                                       |                                       |                                       |                                       |  |  |  |  |  |  |  |  |  |  |  |  |  |  |  |  |  |  |  |  |  |  |  |  |  |  |  |  |  |  |  |  |  |  |
|                 |                 |                 |                 |                 |                 |  |  |                       |                       |                       |                       |                       |                       |  |  |                        |                        |                        |                        |                        |                        |  |  |           |           |           |           |           |           |  |  |          |          |                                    |                                    |                                    |                                    |                                    |                                    |           |           |           |           |           |           |  |  |                                       |                                       |                                       |                                       |                                       |                                       |  |  |  |  |  |  |  |  |  |  |  |  |  |  |  |  |  |  |  |  |  |  |  |  |  |  |  |  |  |  |  |  |  |  |
| Gwydion         | Gwydion         | Gwydion         | Gwydion         | Gwydion         | Gwydion         |  |  | Eveydd                | Eveydd                | Eveydd                | Eveydd                | Eveydd                | Eveydd                |  |  | Gilfaethwy             | Gilfaethwy             | Gilfaethwy             | Gilfaethwy             | Gilfaethwy             | Gilfaethwy             |  |  | Amaethon  | Amaethon  | Amaethon  | Amaethon  | Amaethon  | Amaethon  |  |  | Gofannon | Gofannon | Gofannon                           | Gofannon                           | Gofannon                           | Gofannon                           |                                    |                                    | Arianrhod | Arianrhod | Arianrhod | Arianrhod | Arianrhod | Arianrhod |  |  |                                       |                                       |                                       |                                       |                                       |                                       |  |  |  |  |  |  |  |  |  |  |  |  |  |  |  |  |  |  |  |  |  |  |  |  |  |  |  |  |  |  |  |  |  |  |
| Gwydion         | Gwydion         | Gwydion         | Gwydion         | Gwydion         | Gwydion         |  |  | Eveydd                | Eveydd                | Eveydd                | Eveydd                | Eveydd                | Eveydd                |  |  | Gilfaethwy             | Gilfaethwy             | Gilfaethwy             | Gilfaethwy             | Gilfaethwy             | Gilfaethwy             |  |  | Amaethon  | Amaethon  | Amaethon  | Amaethon  | Amaethon  | Amaethon  |  |  | Gofannon | Gofannon | Gofannon                           | Gofannon                           | Gofannon                           | Gofannon                           |                                    |                                    | Arianrhod | Arianrhod | Arianrhod | Arianrhod | Arianrhod | Arianrhod |  |  |                                       |                                       |                                       |                                       |                                       |                                       |  |  |  |  |  |  |  |  |  |  |  |  |  |  |  |  |  |  |  |  |  |  |  |  |  |  |  |  |  |  |  |  |  |  |
|                 |                 |                 |                 |                 |                 |  |  |                       |                       |                       |                       |                       |                       |  |  |                        |                        |                        |                        |                        |                        |  |  |           |           |           |           |           |           |  |  |          |          |                                    |                                    |                                    |                                    |                                    |                                    |           |           |           |           |           |           |  |  |                                       |                                       |                                       |                                       |                                       |                                       |  |  |  |  |  |  |  |  |  |  |  |  |  |  |  |  |  |  |  |  |  |  |  |  |  |  |  |  |  |  |  |  |  |  |
|                 |                 |                 |                 |                 |                 |  |  |                       |                       |                       |                       |                       |                       |  |  |                        |                        |                        |                        |                        |                        |  |  |           |           |           |           |           |           |  |  |          |          |                                    |                                    |                                    |                                    |                                    |                                    |           |           |           |           |           |           |  |  |                                       |                                       |                                       |                                       |                                       |                                       |  |  |  |  |  |  |  |  |  |  |  |  |  |  |  |  |  |  |  |  |  |  |  |  |  |  |  |  |  |  |  |  |  |  |
|                 |                 |                 |                 |                 |                 |  |  |                       |                       |                       |                       |                       |                       |  |  |                        |                        |                        |                        |                        |                        |  |  |           |           |           |           |           |           |  |  |          |          |                                    |                                    |                                    |                                    |                                    |                                    |           |           |           |           |           |           |  |  |                                       |                                       |                                       |                                       |                                       |                                       |  |  |  |  |  |  |  |  |  |  |  |  |  |  |  |  |  |  |  |  |  |  |  |  |  |  |  |  |  |  |  |  |  |  |
| Hyddwn « faon » | Hyddwn « faon » | Hyddwn « faon » | Hyddwn « faon » | Hyddwn « faon » | Hyddwn « faon » |  |  | Hychtwn « marcassin » | Hychtwn « marcassin » | Hychtwn « marcassin » | Hychtwn « marcassin » | Hychtwn « marcassin » | Hychtwn « marcassin » |  |  | Bleiddwn « louveteau » | Bleiddwn « louveteau » | Bleiddwn « louveteau » | Bleiddwn « louveteau » | Bleiddwn « louveteau » | Bleiddwn « louveteau » |  |  |           |           |           |           |           |           |  |  |          |          | Dylan Eil Ton « fils de la vague » | Dylan Eil Ton « fils de la vague » | Dylan Eil Ton « fils de la vague » | Dylan Eil Ton « fils de la vague » | Dylan Eil Ton « fils de la vague » | Dylan Eil Ton « fils de la vague » |           |           |           |           |           |           |  |  | Llew Llaw Gyffes « a la main rapide » | Llew Llaw Gyffes « a la main rapide » | Llew Llaw Gyffes « a la main rapide » | Llew Llaw Gyffes « a la main rapide » | Llew Llaw Gyffes « a la main rapide » | Llew Llaw Gyffes « a la main rapide » |  |  |  |  |  |  |  |  |  |  |  |  |  |  |  |  |  |  |  |  |  |  |  |  |  |  |  |  |  |  |  |  |  |  |

## Compléments

### Hommage
Arianrhod est une des 1 038 femmes représentées dans l'œuvre contemporaine The Dinner Party de Judy Chicago, aujourd'hui exposée au Brooklyn Museum. Cette œuvre se présente sous la forme d'une table triangulaire de 39 convives (13 par côté). Chaque convive étant une femme, figure historique ou mythique. Les noms des 999 autres femmes figurent sur le socle de l'œuvre. Le nom d' Arianrhod figure sur le socle, elle y est associée à Kali, quatrième convive de l'aile I de la table. La version 1.0 du système d'exploitation Trisquel est nommé Arianrhod.